# Rue Courmeaux
La rue Courmeaux  est une voie de la commune de Reims, située au sein du département de la Marne, en région Grand Est.

## Situation et accès
La rue Courmeaux dépend administrativement du quartier centre ville, elle relie la place du Forum au boulevard Lundy.

## Origine du nom
Elle rend hommage à Eugène Courmeaux, ancien maire de la ville de Reims et à son fils Henri.

## Historique
Ancienne « rue de Monsieur » en hommage à la visite du comte de Provence, elle est prolongée en 1887 par la « rue des Écoles » et la « rue du Trou-du-Cul » avant de prendre sa dénomination actuelle en 1903.

## Bâtiments remarquables et lieux de mémoire
- Au no 6 : Immeuble Remarquable à composition symétrique très simple en angle de rue,
- Au no 8-12 : Hôtel dit « de Luxembourg » exemple de construction de style Louis XII,
- Au no 15 : Maison d’angle édifiée pour lui-même par l’architecte Jules Alard,
- Au no 20-22 : Immeuble d’angle Remarquable intéressant par son traitement symétrique en angle de l'architecte Jacques Rapin.

Ces quatre bâtiments sont repris comme éléments de patrimoine d’intérêt local.

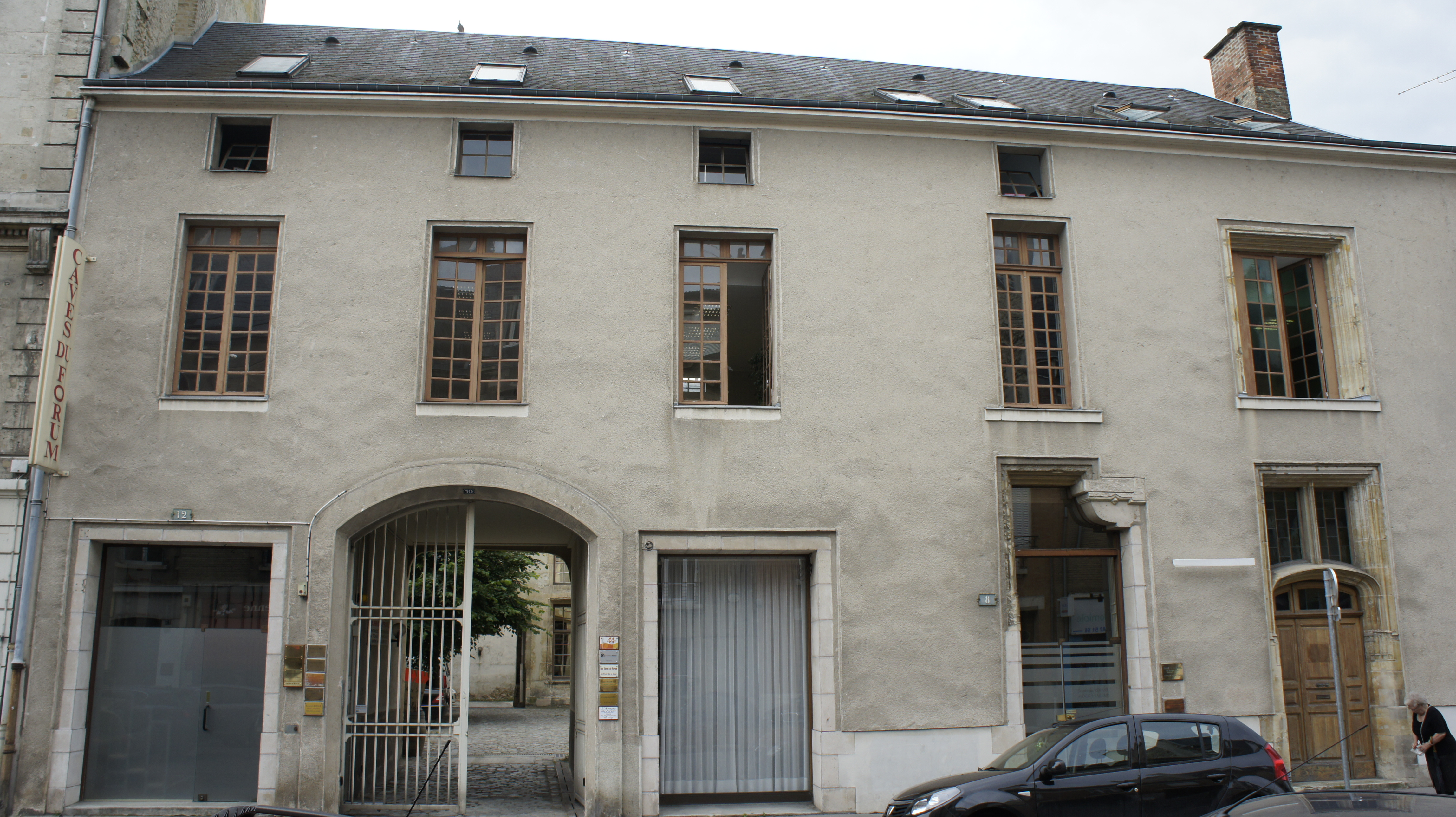
Au no 8,
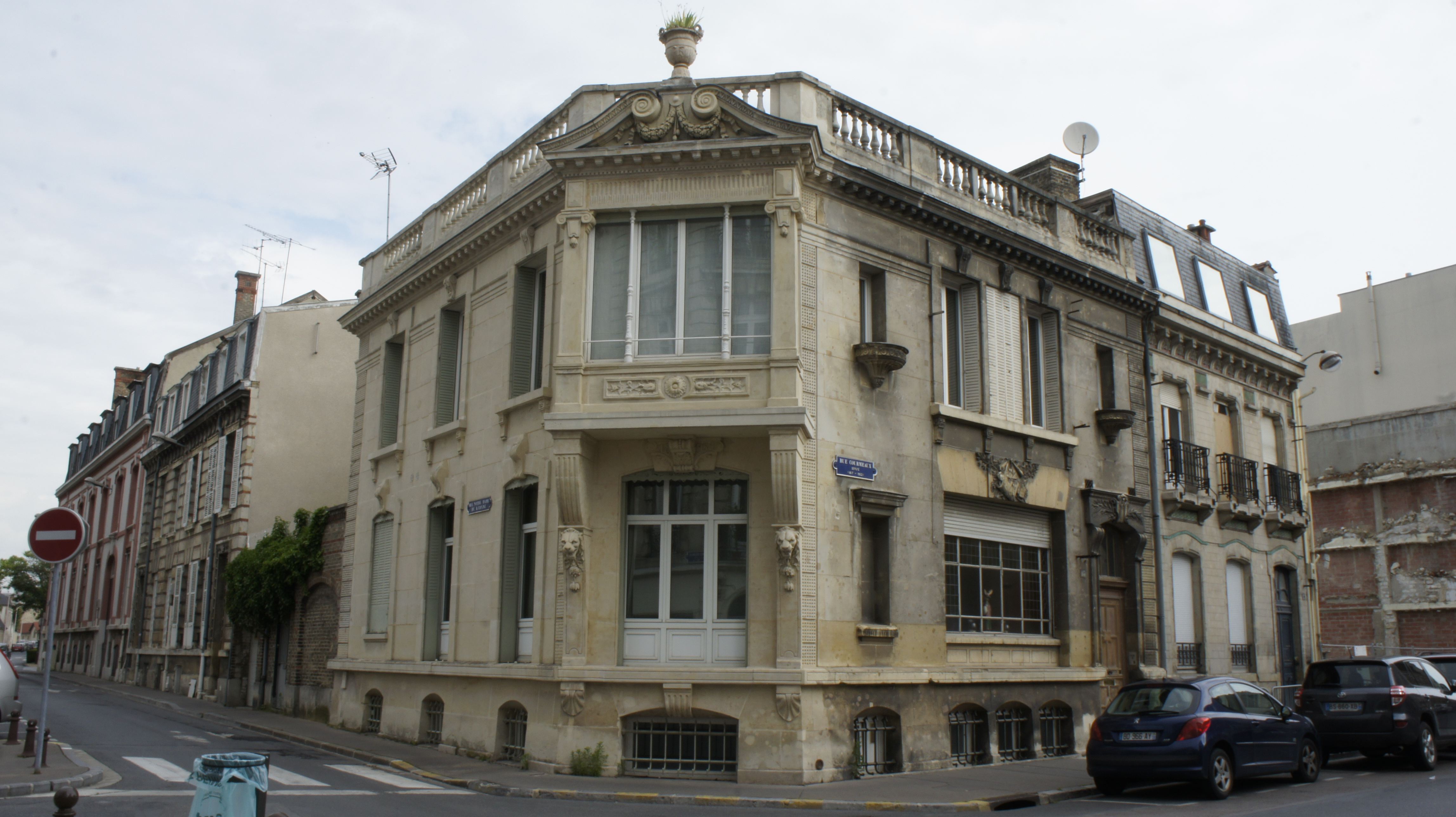
Au no 15,

Bâtiments disparus rue Courmeaux :

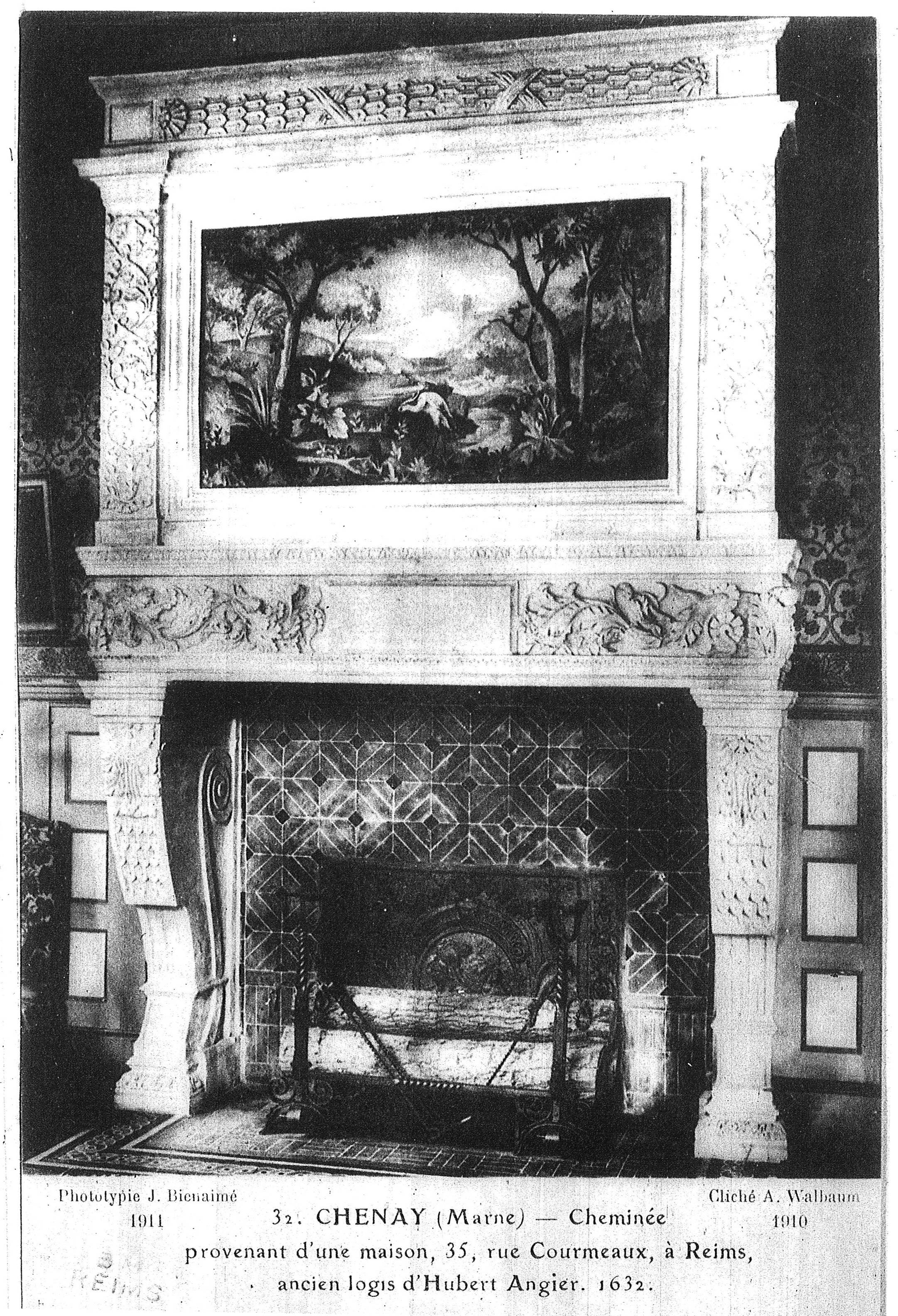
Ancienne maison Augier au no 35
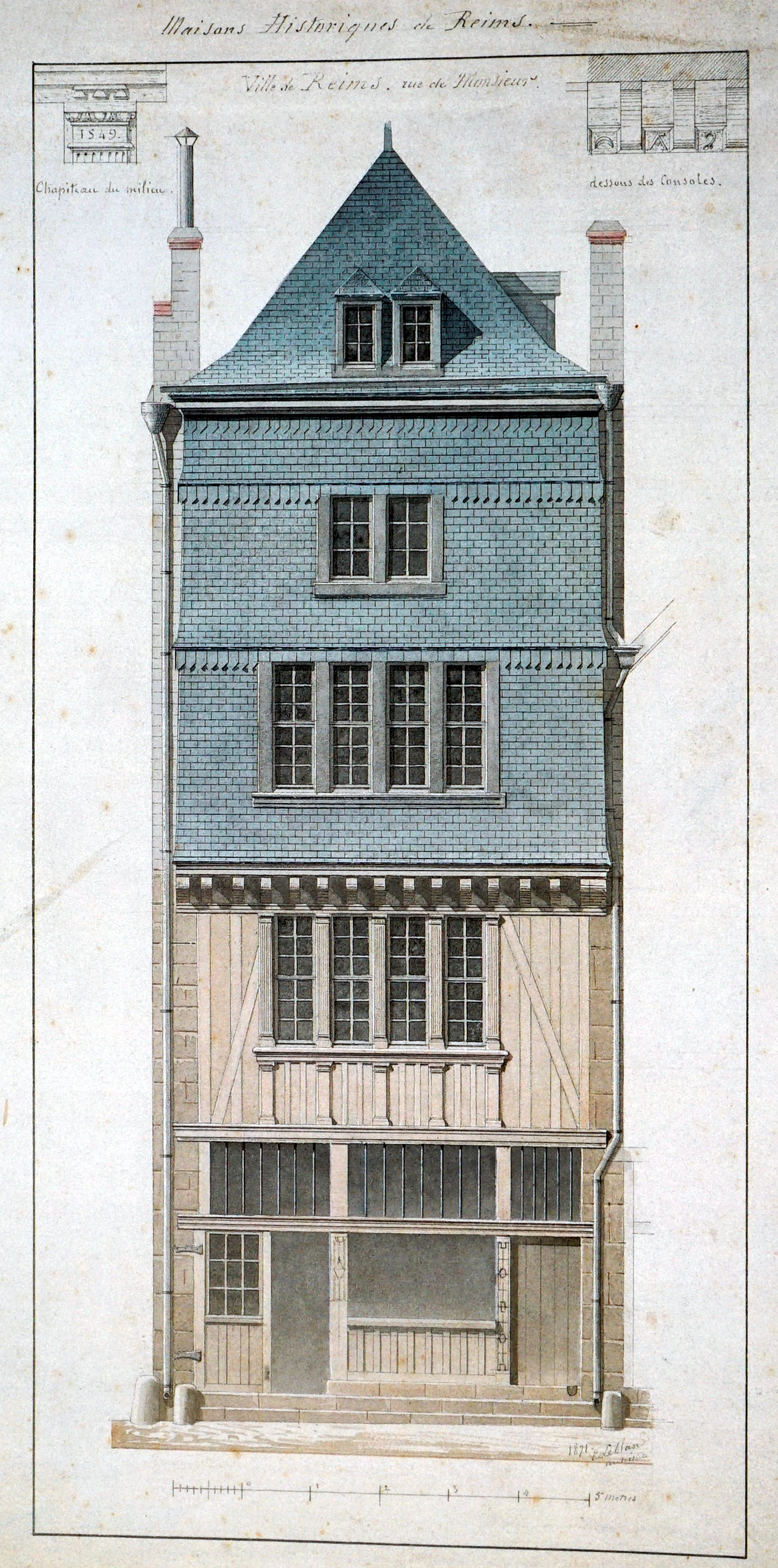
Rue Monsieur, 1871 par Leblan
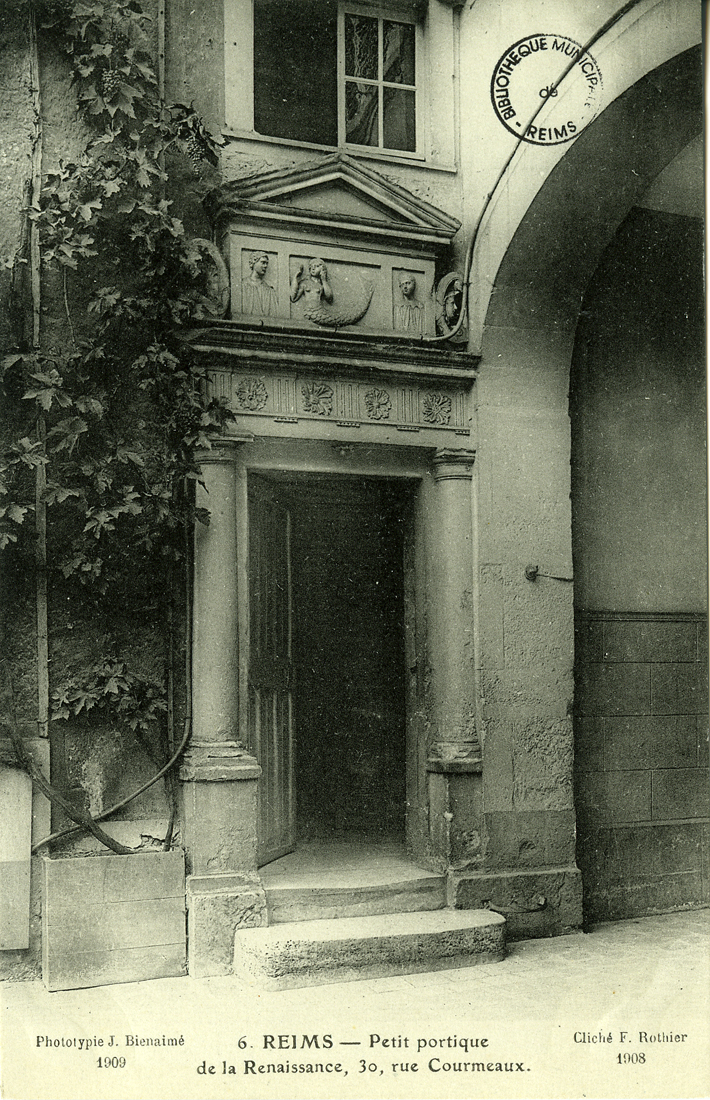
Portique du no 30
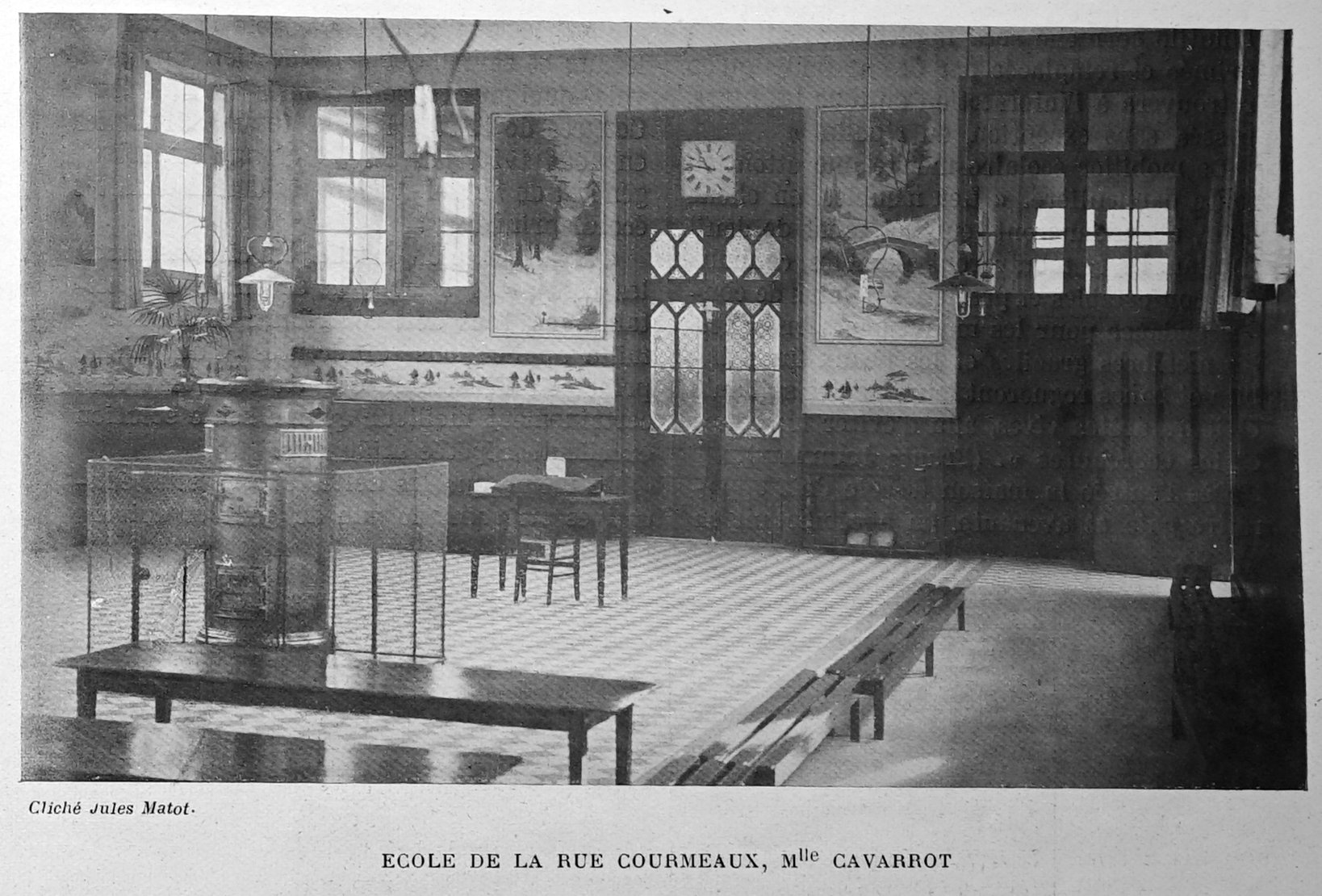
École maternelle disparue.